# Jean-Pierre Guitard
Pour les articles homonymes, voir Guitard.
Jean-Pierre Guitard né le 7 août 1948 à Panazol (Haute-Vienne) est un coureur cycliste français. Il évolue au niveau professionnel durant les années 1970.

## Palmarès

### Palmarès amateur
- 1964
  - Championnat du Poitou sur route cadets
- 1967
  - Championnat du Limousin des sociétés
- 1968
  - Championnat du Limousin des sociétés
  - Grand Prix de Saint-Bonnet-Briance
- 1969
  - Paris-Verneuil
  - 2e de Paris-Évreux
  - 3e de Paris-Vendôme
- 1970
  - 1re et 6e étapes du Tour du Limousin
- 1971
  -  Champion de France du contre-la-montre par équipes (avec André Corbeau, Claude Aiguesparses et Christian Poissenot)
  - Tour du Loir-et-Cher :
    - Classement général
    - 3e étape (contre-la-montre)

  - Trois Jours de Lumbres :
    - Classement général
    - Deux étapes

  - 5e et 6eb (contre-la-montre) étapes du Tour du Limousin
  - 9e étape du Tour de l'Avenir
  - Flèche d'or (avec Claude Aigueparses)
  - Paris-Montargis
  - 2e de Paris-Rouen
  - 2e du Circuit des Monts du Livradois
  - 2e du Grand Prix d'Oradour-sur-Vayres
  - 3e du Girobio
- 1972
  - 2e étape du Tour des Alpes de Provence
  - Route de France
  - Paris-Évreux
  - 2e du Tour des Alpes de Provence
  - 2e de Paris-Rouen
  - 2e de la Palme d'or Merlin-Plage
  - 3e de Paris-Épernay
  - 3e du championnat de France du contre-la-montre par équipes
- 1977
  - Championnat du Limousin des sociétés
  - Boucles de la Haute-Vienne :
    - Classement général
    - 2e étape
- 1979
  - 1re étape des Boucles de la Haute-Vienne
- 1980
  - 2e de Limoges-Saint-Léonard-Limoges

### Palmarès professionnel
- 1973
  - 2e étape du Tour de Luxembourg
  - 3e du Tour de Luxembourg

## Résultats sur les grands tours

### Tour d'Espagne
2 participations
- 1973 : 60e
- 1974 : 43e